# Bezirklicher Ordnungsdienst Hamburg
Der Bezirkliche Ordnungsdienst (BOD) wurde im März 2006 auf Bezirksebene der Freien und Hansestadt Hamburg eingerichtet und hatte die Aufgabe, im öffentlichen Raum für mehr Sauberkeit, Sicherheit und Ordnung zu sorgen. Er wurde mit Wirkung zum 1. Januar 2014 aufgelöst.

## Geschichte
Vorläufer war der im Jahre 2003 eingerichtete damalige „Städtische Ordnungsdienst“ (SOD), der zentral auf Landesebene angesiedelt war. Im März 2006 wurde der Städtische Ordnungsdienst (SOD) dezentralisiert und auf die sieben Hamburger Bezirke als Bezirklicher Ordnungsdienst neu etabliert. Die Bezirklichen Ordnungsdienste sind mit Wirkung zum 1. Januar 2014 aufgelöst worden. Lediglich der Hundekontrolldienst nimmt seit dem 1. Januar 2014 als eigenständige Einheit die Aufgaben in seiner Zuständigkeit wahr.

## Aufgaben
Aufgabe des Bezirklichen Ordnungsdienst (BOD) war es, im öffentlichen Raum für mehr Sauberkeit, Sicherheit und Ordnung zu sorgen. Dafür waren die Mitarbeiter  des Bezirklichen Ordnungsdienstes (BOD) nach §6 (1) des Verwaltungsvollstreckungsgesetz (VwVG) zu Vollziehungsbeamten des jeweiligen Bezirkes bestellt. In dieser Eigenschaft verfolgten die Mitarbeiter des Bezirklichen Ordnungsdienstes Ordnungswidrigkeiten im öffentlichen Raum. Sie waren zur Personalienfeststellung, Durchsuchung und Gewahrsamnahmen von Personen sowie zur Sicherstellung von Gegenständen und Aussprechen von Platzverweisen berechtigt. Gesetzliche Grundlage dafür war das Hamburger Gesetz zum Schutz der öffentlichen Sicherheit und Ordnung (SOG), das Verwaltungsvollstreckungsgesetz (VwVG) sowie das Gesetz über Ordnungswidrigkeiten in Verbindung mit der Strafprozessordnung. Die Aufgaben des BOD waren im Einzelnen die Feststellungen von Verstößen gegen:
- die Deichschutz-Verordnung
- das Gesetz zur Aufrechterhaltung der öffentlichen Sicherheit und Ordnung auf Märkten und Volksfesten
- das Gesetz über Grün- und Erholungsanlagen
- das Gewässerschutzgesetz
- das Hamburgischer Abwassergesetz
- das Hamburgischer Wegegesetz
- das Hundegesetz
- das Kreislauf-Wirtschafts-Abfallgesetz (Müll, Verunreinigung, Umweltschädigung)
- das Landeswaldgesetz
- das Landschaftsschutzgesetz
- das Naturschutzgesetz
- das Gesetz über Ordnungswidrigkeiten
- die Straßenverkehrs-Ordnung (Kontrolle des ruhenden Verkehrs)
- die Taubenfütterungs-Verordnung
- das Tierseuchengesetz
- die Bestattungs-Verordnung (Amtshilfe für Friedhofsverwaltung)

## Uniform
Die Mitarbeiter des BOD waren an ihrer einheitlichen Dienstkleidung zur erkennen, welche weitestgehend der aktuellen Hamburger Polizeiuniform entsprach. Abweichungen gab es nur bei der Kopfbedeckung (weiße runde Schirmmütze anstelle dunkelblauer achteckiger Schirmmütze oder Basecap) und den Hosen (Bezirk Mitte: schwarze Lederhosen – restliche Bezirke: dunkelblaue Cargohosen, welche im Gegensatz zur Polizei keinen weißen Streifen aufwiesen). Zudem stand den Mitarbeitern ein abweichender Winterparka zur Verfügung. Die Diensthemden, -blusen und -jacken waren dabei deutlich mit den Schriftzügen „BOD“ oder „Bezirklicher Ordnungsdienst“ sowie dem Hamburger Stadtwappen gekennzeichnet.